# Sura ’l-Qunut
Sura ’l-Qunut (arab. سورة ﺍﻟﻘﻨوﺕ), czyli „Sura Niepopadanie w zwątpienie” jest w zasadzie modlitwą, której treść jest łączną treścią sur niekoranicznych „Dziękczynnośċ” i „Oddanie się”.